# 職域販売
職域販売（しょくいきはんばい）とは、企業・団体などの職域にいる顧客を対象とした商品の販売形態。販売員が顧客のいる職域（企業・団体の事業所）に訪問する訪問販売形式のほか、カタログによる通信販売方式などによって行われることもある。

## 日本の職域販売

### 職域販売の動向
第二次世界大戦後、炭鉱労働者や企業の従業員による生協や学校関係者による大学生協などの生活協同組合（職域生協）の勃興とともに現代的な職域販売の考え方・手法が定着していく。1953年に千趣会がOL向けに銘菓のカタログ販売を開始、1963年には図書月販（後のほるぷ出版）が職域における書籍の展示販売を開始するなど、企業による職域販売も活発となり、1990年代時点で職域販売の市場規模は1兆円程度と推計されていた。職域販売を祖業とする企業は少なくなく、衣料通販大手のセシールも1972年に始めた病院や官公庁向けの職域販売を出発点としている。

### 職域販売の方式

#### 店舗販売
職域に店舗（売店）を設置して商品を販売するものであり、食品、文具や雑貨などの販売が主である。職域生協による運営のほか、企業内売店の運営を専門に行う企業もある。

#### 訪問・展示販売
ヤクルトレディのような小規模な訪問販売のほか、職域内の空きスペースあるいは外部の展示場やホテルの会議室を借りて商品を展示販売することもあり、後者の場合、職域内の従業員だけではなくその家族や知人も対象とすることがある。

#### 通信販売
カタログやチラシを職域に送付して注文を受け付けるものである。女性向け衣料で行われることが多く、また、店舗販売や訪問販売では取扱いが困難な家具などの大型商品を取り扱うこともある。

## アメリカの職域販売
1990年代後半頃から従業員向けの福利厚生サービスとしての「B to E（Business to Employee）」概念が普及しつつある。